# Cyprus News Agency
La Cyprus News Agency (en grec : Κυπριακό Πρακτορείο Ειδήσεων；en turc : Kıbrıs Haber Ajansı), est la principale agence de presse de Chypre. Elle fut officiellement établie le 16 février 1976. Elle a des accords de coopération avec plusieurs autres agences de presse mondiale (Reuters, Agence France-Presse, entre autres).